# Andrew W. Mellon Foundation
Die Andrew W. Mellon Foundation mit Sitz in New York City in den Vereinigten Staaten von Amerika ist eine private Stiftung. Sie ist mit Mitteln ausgestattet, die letztlich aus dem Vermögen von  Andrew Mellon stammen. Die Stiftung ging 1969 aus dem Zusammenschluss der  Avalon Foundation und der Old Dominion Foundation hervor. Diese Stiftungen waren unabhängig voneinander von  Ailsa Mellon Bruce und Paul Mellon, den Kindern von Andrew Mellon, errichtet worden.
Die Verwaltung der Stiftung befindet sich in New York City in den erweiterten früheren Büroräumen der  Bollingen Foundation, einer weiteren gemeinnützigen Stiftung zur Förderung des  Bildungswesens von  Paul Mellon. Elizabeth Alexander ist die Vorsitzende der Stiftung. Zu ihren Vorgängern gehörten  Earl Lewis, Don Randel, William G. Bowen, John Edward Sawyer und Nathan Pusey.  2004 wurde die Stiftung mit der  National Medal of Arts ausgezeichnet.

## Die Hauptbetätigungsfelder
- Die Förderung der Höheren Bildung einschließlich der  Geisteswissenschaften, von Bibliotheken sowie des wissenschaftlichen Austausches  und von damit verbundener Informationstechnik
- Museen und Pflege von Kunst- und Kulturgegenständen
- Die darstellenden Künste
- Naturschutz und Umweltschutz

## Forschungsabteilung
Die Stiftung beschäftigt ein kleines Gremium von Wissenschaftlern, das sich mit Doktorandenausbildung, Zulassungsverfahren an höheren Bildungseinrichtungen, unabhängigen wissenschaftlichen Bibliotheken, gemeinnützigen Einrichtungen, dem wissenschaftlichen Austausch und anderen Themen befasst. Diese Untersuchungen sollen dafür sorgen, dass bei finanziellen Unterstützungsmaßnahmen der Stiftung diese über die Verhältnisse beim Empfänger gut unterrichtet ist und dass die Maßnahmen Wirkung zeigen. Zu den Studien, die in diesem Zusammenhang veröffentlicht wurden, gehören beispielsweise  Equity and Excellence in American Higher Education, Reclaiming the Game: College Sports and Educational Values, JSTOR: A History, The Game of Life: College Sports and Educational Values und The Shape of the River.
Die finanzielle Ausstattung der Stiftung bewegte sich in den letzten Jahren zwischen 5 und 6 Milliarden US-Dollar. Jährlich werden etwa  300 Millionen $ für finanzielle Hilfen ausgegeben.

## Beispiele für von der Stiftung geförderte Projekte
- Aluka
- Artstor
- JSTOR
- Open Library of Humanities
- Internet Archive[2]